# Автомобильная промышленность Италии
Автомобильная промышленность Италии занимает одно из ведущих мест в промышленности страны. 
Италия занимает 19-е место в мире и 6-е место в Европе по количеству выпущенных автомобилей. По состоянию на 2006 год в этой сфере экономики было занято более 250 000 человек в 2131 фирме.
Только в 2017 году было произведено 1 142 210 единиц автомобилей. 

## История
Первые автомобилестроительные компании появились в Королевстве Италия в конце XIX века. Одной из старейших, из ныне действующих итальянских компаний выпускающих автомобили, является концерн Fiat, основанный Джованни Аньелли. Первый серийный автомобиль под этой маркой появился в 1899 году. Сегодня Fiat является крупнейшим в стране автопроизводителем, также владеющим другими итальянскими автомобильными брендами. К первому десятилетию XX века в Италии появились десятки автомобильных фирм. Только в одном промышленном центре, городе Турине к 1910-м годам их количество превышало десяток. Большинство из них просуществовали от полутора лет, до нескольких десятилетий и до нашего времени не сохранились. Среди них можно выделить такие ныне забытые компании как: Prinetti Stucchi & C., Fabbrica Automobili Storero, Società Anonima Vetture Temperino, Società Torinese Automobili Elettrici, Fabbrica Torinese Velivoli Chiribiri & C., Aquila Italiana, Isotta Fraschini, Zust и др.
Италия встретила Первую мировую войну началом моторизации своей армии. Для её нужд автомобильные компании страны выпускали грузовые автомобили, бронеавтомобили и даже первые танки. В 1920-х годах началось бурное развитие автомобилестроения. Быстро богатеющее общество смогло позволить себе автомобиль — в то время очень дорогую «игрушку». Развитие автоспорта также сказалось на итальянском автомобилестроение. Такой бренд как Alfa Romeo стал лидером итальянцев в спортивных состязаниях. Начался и активный экспорт итальянских автомобилей за рубеж, в том числе и в СССР.
Великая депрессия затронула всю Европу. Вследствие тяжелого экономического кризиса разорилось множество автомобильных марок страны, большинство оставшихся оказались на гране банкротства. Чтобы сохранить промышленность, правительство национализировало большинство автомобильных компаний. К середине 1930-х годов основными производителями итальянских легковых автомобилей стали: Fiat, Alfa Romeo, Lancia. Впрочем, быстрая милитаризация и индустриализация устроенная фашистским правительством давала возможность этим компаниям выпускать не только легковые автомобили, но и грузовики, автобусы, железнодорожный транспорт, а также бронетехнику для армии, как в случае с консорциумом Fiat-Ansaldo.
В 1930-х годах автомобили Fiat по лицензии освоили в таких странах как: Польша (Polski-Fiat), Франция (Simca-Fiat) и Германия (NSU-Fiat). Вторая мировая война серьезно затронула автомобильную промышленность Италии. Поскольку все её заводы были связаны с военными заказами, то союзники подвергли бомбардировкам большинство машиностроительных предприятий страны.
После войны начался новый этап развития автомобилестроения Италии. Была сделана ставка на элитные спортивные автомобили, нацеленные, прежде всего на экспорт, в том числе и в США. В 1950—1960-х годах появились такие известные сегодня бренды как Ferrari, Lamborghini, Maserati. Произошло распределение производства автомобилей по классам между компаниями. Так Fiat стал производителем в основном доступных бюджетных автомобилей, в том числе и популярных микролитражек модели 500 и 600. Alfa Romeo выпускала спортивные и обычные автомобили для среднего класса, Lancia выпускала автомобили премиум-класса. Тогда же в 1950-х годах расширилась и география экспорта итальянских автомобилей. Рынками сбыта стали Северная и Южная Америка, Азия, Африка. В Испании компания Seat начала свою деятельность с выпуска лицензионных автомобилей Fiat. В Австрии это была фирма Puch, в Польше Polski-Fiat, в Югославии Застава. Под контроль Afla Romeo перешёл бразильский автопроизводитель FNM.
В 1966 году между Fiat и Советским правительством было подписано соглашение о строительстве в СССР автозавода и открытии сети современных автосервисов. Так появился АвтоВАЗ. Не обошли вниманием итальянский автопром и другие страны социалистического блока. В Польше долгое время выпускался целый ряд лицензионных автомобилей Fiat. Кузов автомобиля «Polonez» был спроектирован итальянским кузовным ателье Centro Stile Fiat. Чехословацкую Skoda Favorit создали в кузовном ателье Bertone. Восточногерманский Wartburg 353 создала компания Michelotti.
Начало 1970-х годов ознаменовало экономический кризис, в результате чего автомобилестроителям многих европейских стран пришлось объединиться. Производители коммерческой техники в Италии, Германии и Франции основали корпорацию IVECO — одного из крупнейших производителей грузовиков и автобусов в Европе. Fiat выкупил Lancia, Alfa Romeo, Ferrari. 

В 1980-е годы компания Fiat сотрудничала со шведским автопроизводителем SAAB, в результате чего на одной платформе были созданы сразу три модели: Fiat Croma, Lancia Thema и SAAB 9000.
Стоит отметить, что итальянский автопром не ограничивается лишь одними автомобилестроительными компаниями. Это также десятки кузовных ателье, услугами дизайнеров которых пользовались автопроизводители всего мира, в том числе и в США. Многие американские и европейские автомобили 1950-х — 1960-х годов, времен так называемого «автомобильного барокко» создавали итальянские автодизайнеры таких известных фирм как: Ghia, Bertone, Italdesign, Frua, Castagna. 

Также в Италии существует немало тюнинг-ателье. Среди них такие известные как Abarth, De Tomaso, Bizzarrini.

### Роль в развитии автопрома СССР и России
В 1916 году в предместье Москвы, Тюфелевой роще братьями Рябушинскими был заложен автозавод АМО, который должен был выпускать итальянские 1,5-тонные грузовики Fiat 15 Ter. Однако в связи с революциями и Гражданской войной завод был перепрофилирован в ремонтный и приступил к производству автомобилей лишь в начале 1920-х.
Одним из первых автомобилей созданных в СССР можно считать полуторатонный грузовик АМО-Ф-15. Он был создан на основе одного из самых массовых итальянских грузовиков Fiat 15 Ter, производство которых планировалось освоить в Москве на заводе АМО. АМО-Ф-15 не был лицензионной копией и был адаптирован советскими инженерами и конструкторами для тяжелых российских условий. В 1920—1930-х годах в СССР экспортировались автомобили марок Fiat, Lancia, SPA, Isotta Fraschini. Также закупались готовые грузовики и грузовые шасси для установки на них отечественных автобусных кузовов, в том числе и открытого типа для курортов и здравниц юга СССР. 
В Украинской ССР в 1931 году был создан собственный грузовик У-4 «Украина», конструкция которого основывалась на 4-тонном грузовике Lancia.
В 1970 году вступил в строй новый Волжский автомобильный завод (ВАЗ) в городе Тольятти освоивший выпуск автомобилей «Жигули», прототипами которых стал автомобиль Fiat 124 (получивший звание «Европейский автомобиль 1966 года»). Также итальянские специалисты кроме проектирования и оснащения завода, создали широкую сеть станций технического обслуживания для этой марки, оснастив их самым современным на тот момент оборудованием и инструментом. 

В конце 1990-х годов на Горьковском автозаводе планировался выпуск легковых автомобилей Fiat, однако стороны не договорились.
Свой след итальянский автопром оставил в советской литературе: в романе Ильфа и Петрова «Золотой телёнок» шофёр автомобиля «Антилопы» Адам Козлевич мечтал о автомобиле итальянской марки «Изотта Фраскини», в то время производителя очень дорогих и эксклюзивных авто.

## Галерея автомобилей итальянских производителей
1930-е — 1940-е
- Fiat 500 Topolino (1936-1951)
- Fiat 508 Ballila (1932-1937)
- Alfa Romeo 6C 2500 Sport Berlinetta (1939)
- Alfa Romeo 8C 2900B Speciale (1938)
- Lancia Aprilia (1937-1949)
- Lancia Astura (1938)

1950-е
- Fiat 500 (1955-1975)
- Lancia Aurelia (1950-1958)
- Alfa Romeo 1900 Srint Cabriolet Pininfarina (1953)
- Maserati A6GCS/54 (1954)
- Ferrari 250 Europa Vignali Coupe (1953)
- Ferrari 246 Formula 1 (1958)

1960-е
- Fiat 124 (1964-1972)
- Lancia Flavia (1961-1971)
- Alfa Romeo 1750 Berlina (1968-1977)
- Maserati Quattroporte (1963-1970)
- Ferrari 275 (1964-1968)
- Lamborghini Miura (1966-1973)

1970-е
- Fiat 131 Marafiori (1974-1985)
- Lancia Beta Berlina (1972-1984)
- Alfa Romeo Alfetta (1972-1984)
- Maserati Khamsin (1974-1982)
- Ferrari 308 (1975-1985)
- Lamborghini Countach (1974-1990)

### 1980-е
- Fiat Croma (1985-1996)
- Lancia Thema (1984-1994)
- Alfa Romeo 75 (1985-1992)
- Maserati Biturbo (1981-1994)
- Ferrari Testarossa (1984-1996)
- Lamborghini Jalpa (1981-1988)

1990-е
- Fiat Brava (1995-2001)
- Lancia Kappa (1994-2000)
- Alfa Romeo GTV (1994-2004)
- Maserati Ghibli (1992-1998)
- Ferrari F50 (1995-1997)
- Lamborghini Diablo (1990-2001)

2000-е
- Fiat Stilo (2001-2007)
- Lancia Thesis (2001-2009)
- Alfa Romeo 159 (2005-2011)
- Maserati Spyder (2001-2007)
- Ferrari California (2008-2014)
- Lamborghini Gallardo (2003-2013)

2010-е
- Fiat 124 Spider (c 2016)
- Lancia Ypsilon (2011-2018)
- Alfa Romeo Stelvio (c 2017)
- Maserati Levante (c 2016)
- Ferrari 488 GTB (c 2015)
- Lamborghini Huracan (c 2014)

## Европейские автомобили годаитальянского производства
- Fiat 124 в 1966 году
- Fiat 128 в 1970 году
- Fiat 127 в 1972 году
- Lancia Delta в 1980 году
- Fiat Uno в 1984 году
- Fiat Tipo в 1989 году
- Fiat Punto в 1995 году
- Fiat Bravo/Brava в 1996 году
- Alfa Romeo 156 в 1998 году
- Alfa Romeo 147 в 2001 году
- Fiat Panda в 2004 году
- Fiat 500 в 2008 году

## Производство по годам
| Год  | Количество |
| ---- | ---------- |
| 1913 | 2,000      |
| 1924 | 35,000     |
| 1928 | 55,000     |
| 1935 | 44,000     |
| 1950 | 129,000    |
| 1960 | 645,000    |
| 1961 | 759,000    |
| 1970 | 1,854,252  |
| 1971 | 1,817,000  |
| 1980 | 1,610,287  |
| 1981 | 1,433,000  |
| 1989 | 2,220,774  |
| 1990 | 2,120,850  |
| 1991 | 1,878,000  |
| 1994 | 1,534,000  |
| 1995 | 1,667,000  |
| 1996 | 1,545,000  |
| 1997 | 1,827,592  |
| 1998 | 1,692,737  |
| 1999 | 1,704,326  |
| 2000 | 1,741,478  |
| 2001 | 1,581,908  |
| 2002 | 1,429,678  |
| 2003 | 1,324,481  |
| 2004 | 1,145,181  |
| 2005 | 1,038,352  |
| 2006 | 1,211,594  |
| 2007 | 1,284,312  |
| 2008 | 1,023,774  |
| 2009 | 843,239    |
| 2010 | 838,400    |
| 2011 | 790,348    |
| 2012 | 671,768    |
| 2013 | 658,206    |
| 2014 | 697,864    |
| 2015 | 1,014,223  |

## Производители

### Ныне существующие
- Stellantis (ранее FCA)
  - Abarth
  - Alfa Romeo
  - Fiat
  - Fiat Professional
  - Lancia
  - Maserati
- B. Engineering
- Bremach
- DR Automobiles
- Ferrari
- Fornasari
- Grecav
- Iveco
  - Astra
  - Iveco Bus
- Italdesign Giugiaro
- Lamborghini
- Manifattura Automobili Torino[англ.]
- Pagani
- Pininfarina
- Zagato[англ.]

### Ранее существовавшие
- Aquila
- Amilcar Italiana
- Ansaldi
- ATS
- Autobianchi
- Bandini
- Bertone
- Bianchi
- Bizzarrini
- Brixia-Zust
- Ceirano
- Ceirano GB & C
- Fratelli Ceirano & C.
- Ceirano Junior & C.
- Ceirano Fabbrica Automobili / Giovanni Ceirano Fabbrica Automobili
- Chiribiri
- Cisitalia
- Cizeta
- Colli
- De Tomaso
- De Vecchi & CMN
- Diatto
- Ghia
- IENA
- Innocenti
- Intermeccanica
- Isotta-Fraschini
- Itala
- Moretti
- OM
- Osca
- Qvale
- Società Torinese Automobili Rapid (S.T.A.R.) / Rapid
- Serenissima
- Siata
- Stanguellini
- Storero
- Zust

## Персоналии
- Джованни Аньелли
- Джанни Анье́лли
- Никола Ромео
- Джузеппе Бертоне
- Винченцо Лянча
- Энцо Феррари
- Ферру́ччо Ламборги́ни
- Карло Абарт
- Джорджетто Джуджаро
- Джоаккино Коломбо
- Витторио Яно
- Вальтер Мария де Сильва
- Горацио Пагани

## Национальные автомобильные выставки
- Международная выставка автомобилей и мотоциклов в Болонье
- Туринский автосалон